# El rabí de San Francisco
El rabí de San Francisco (The Frisco Kid) és una pel·lícula estatunidenca dirigida per Robert Aldrich, estrenada l'any 1979. Posa en escena un rabí, interpretat per Gene Wilder, que ha de travessar els Estats Units amb la finalitat de fundar una sinagoga a San Francisco. El segon paper principal ha estrat per Harrison Ford.Ha estat doblada al català.

## Argument
En 1850, un rabí polonès que respon al nom de Avram marxa als Estats Units amb per missió d'anar a San Francisco amb la finalitat de fundar una sinagoga. A Filadèlfia, perd el vaixell que ha de portar-lo a Califòrnia i és atracat per tres bandits. Sense diners, Avram ha de travessar tot el país. Al començament del seu periple, coneix Tommy, un assaltant de bancs, que l'acompanya fins a la seva destinació.

## Repartiment
- Gene Wilder: Avram Belinski
- Harrison Ford: Tommy Lillard
- Ramon Bieri: Mr. Jones
- Val Bisoglio: Cap Núvol Gris
- George DiCenzo: Darryl Diggs
- Leo Fuchs: Chief Rabbi
- Penny Peyser: Rosalie Bender
- William Smith: Matt Diggs
- Jack Somack: Samuel Bender

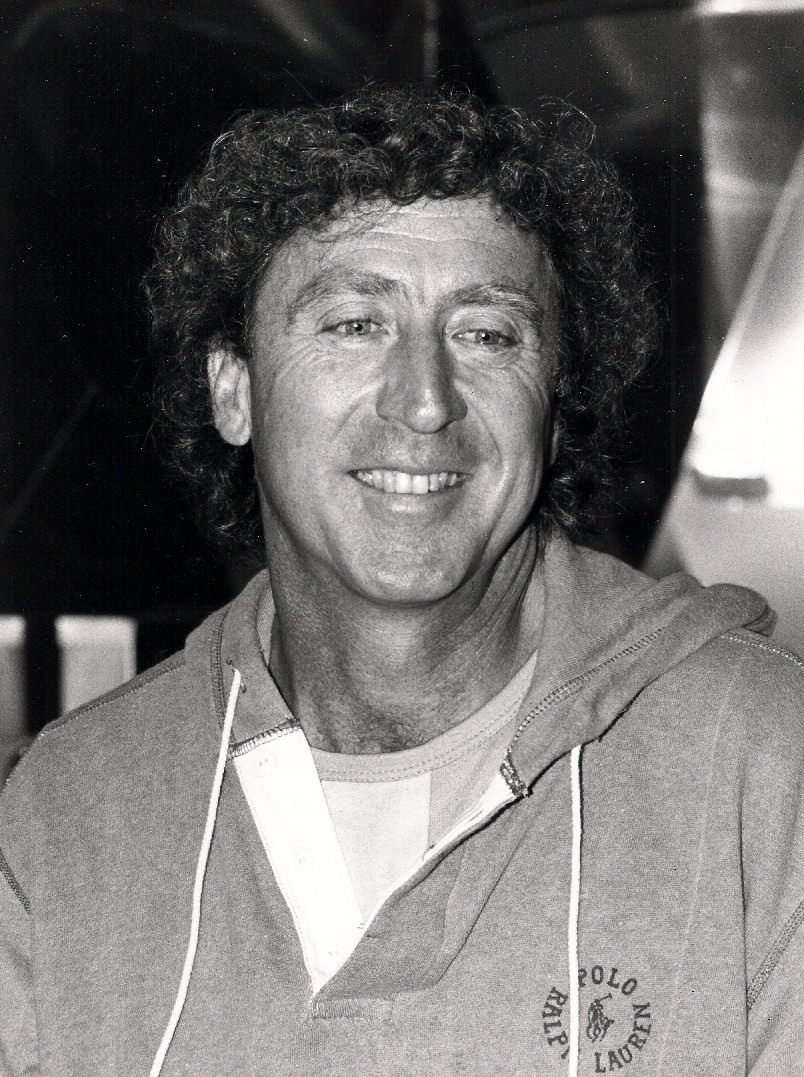
Gene Wilder, aquí el 1984, interpreta Avram.

- Beege Barkette: Sarah Mindl Bender
- Shay Duffin: O'Leary
- Walter Janovitz: Vell Amish
- Joe Kapp: Monterano
- Clyde Kusatsu: Mr. Ping
- Clifford A. Pellow: Mr. Daniels
- Eda Reiss Merin: Mrs. Bender

## Al voltant de la pel·lícula

### El paper de Tommy
Inicialment, després de l'autobiografia de Gene Wilder, el paper de Tommy havia de ser interpretat per John Wayne. Wayne adorava el paper i tanmateix estava disposat a deixar el protagonisme a Wilder. John Wayne refusa finalment a causa d'un salari que considerava massa baix pel que fa a les seves actuacions habituals. Pel que fa a Harrison Ford, que desitjava retrobar els rodatges americans després de dues pel·lícules fetes a Anglaterra (Força 10 de Navarone i Hanover Street), ha acceptat el paper sota l'« amable pressió » del seu fill Willard que el volia veure com cow-boy.

### Llocs de rodatge
La pel·lícula, que té lloc sobretot a les Grans Planes, ha estat rodada principalment a Califòrnia, Arizona i Colorado. És així com les ciutats de Greeley, Jenner, Mescal i Rio Rico han acollit el rodatge que ha tingut lloc des del 30 d'octubre de 1978 al 20 de gener de 1979. Pel que fa a les escenes en interior, han estat fetes a l'estudi de Burbank.

## Recepció

### Crítiques
Per Roger Ebert, l'argument de la pel·lícula és una bona idea però no ha estat finalment explotada com caldria esperar.
La revista Variety té un parer sobre la pel·lícula més positiu: